# Cholet Agglo Tour 2025
La 47e édition de Cholet Agglo Tour (anciennement : Cholet-Pays de la Loire) a lieu le 23 mars 2025. Cette course cycliste d'un jour est la 3e manche de la Coupe de France et fait partie du calendrier UCI Europe Tour 2025 en catégorie 1.1 (troisième niveau mondial).

## Présentation

### Parcours
Partant et arrivant sur l'avenue Anatole Manceau de Cholet, le tracé parcourt les alentours de cette ville de Maine-et-Loire pour y revenir et franchir une première fois la ligne d'arrivée après 157 kilomètres. Ensuite, les coureurs parcourent six tours de 8 kilomètres tracés dans l'agglomération de Cholet pour se disputer la victoire lors du septième passage de la ligne d'arrivée après 205 kilomètres

### Équipes participantes
20 équipes participent à ce Cholet Agglo Tour 2025 : 5 UCI WorldTeams, 10 UCI ProTeams et 5 équipes continentales.
| WorldTeams (5)- Decathlon AG2R La Mondiale Team - Cofidis - Groupama-FDJ - Arkéa-B&B Hotels - Intermarché-Wanty ProTeams (10)- Team TotalEnergies - Unibet Tietema Rockets - Team Novo Nordisk - Wagner Bazin WB - Burgos-Burpellet-BH - Equipo Kern Pharma - Caja Rural-Seguros RGA - Euskaltel-Euskadi - VF Group-Bardiani CSF-Faizanè - Team Polti VisitMalta Équipes continentales (5)- CIC U Nantes - Nice Métropole Côte d'Azur - Saint Michel-Preference Home-Auber 93 - Van Rysel-Roubaix - BHS-PL Beton Bornholm |
| |

## Classements

### Classement final
| \| Classement général \| Classement général \| Classement général \| Classement général \| Classement général \| \| Coureur \| Coureur \| Pays \| Équipe \| Temps \| \| ------------------ \| ------------------ \| ------------------ \| ----------------------------------- \| ------------------ \| \| 1er \| Lukáš Kubiš \| Slovaquie \| Unibet Tietema Rockets \| 4 h 39 min 50 s \| \| 2e \| Benjamin Thomas \| France \| Cofidis \| + 0 s \| \| 3e \| Niklas Larsen \| Danemark \| BHS-PL Beton Bornholm \| + 3 s \| \| 4e \| Andreas Stokbro \| Danemark \| Unibet Tietema Rockets \| + 8 s \| \| 5e \| Filippo Magli \| Italie \| VF Group-Bardiani CSF-Faizanè \| + 8 s \| \| 6e \| Giovanni Lonardi \| Italie \| Team Polti VisitMalta \| + 8 s \| \| 7e \| Maël Guégan \| France \| CIC U Nantes \| + 8 s \| \| 8e \| Cyril Barthe \| France \| Groupama-FDJ \| + 8 s \| \| 9e \| Romain Cardis \| France \| St. Michel-Preference Home-Auber 93 \| + 8 s \| \| 10e \| Xabier Berasategi \| Espagne \| Euskaltel-Euskadi \| + 8 s \| |                   |           |                                     |                 |
| |                   |           |                                     |                 |
| |                   |           |                                     |                 |
| Classement général |                   |           |                                     |                 |
| Coureur | Coureur           | Pays      | Équipe                              | Temps           |
| 1er | Lukáš Kubiš       | Slovaquie | Unibet Tietema Rockets              | 4 h 39 min 50 s |
| 2e | Benjamin Thomas   | France    | Cofidis                             | + 0 s           |
| 3e | Niklas Larsen     | Danemark  | BHS-PL Beton Bornholm               | + 3 s           |
| 4e | Andreas Stokbro   | Danemark  | Unibet Tietema Rockets              | + 8 s           |
| 5e | Filippo Magli     | Italie    | VF Group-Bardiani CSF-Faizanè       | + 8 s           |
| 6e | Giovanni Lonardi  | Italie    | Team Polti VisitMalta               | + 8 s           |
| 7e | Maël Guégan       | France    | CIC U Nantes                        | + 8 s           |
| 8e | Cyril Barthe      | France    | Groupama-FDJ                        | + 8 s           |
| 9e | Romain Cardis     | France    | St. Michel-Preference Home-Auber 93 | + 8 s           |
| 10e | Xabier Berasategi | Espagne   | Euskaltel-Euskadi                   | + 8 s           |

## Liste des participants
| Légende | Légende                                                                    | Légende | Légende                                                    |
| ------- | -------------------------------------------------------------------------- | ------- | ---------------------------------------------------------- |
| Num     | Dossard de départ porté par le coureur sur le Cholet Agglo Tour            | Pos     | Position à l'arrivée de la course                          |
|         | Indique un maillot de champion national ou mondial, suivi de sa spécialité | NP      | Indique un coureur qui n'a pas pris le départ de la course |
| AB      | Indique un coureur qui n'a pas terminé la course                           | HD      | Indique un coureur qui a terminé la course hors des délais |
| DSQ     | Indique un coureur qui a été disqualifié de la course                      |         |                                                            |

| Decathlon-AG2R La Mondiale DAT | Decathlon-AG2R La Mondiale DAT | Decathlon-AG2R La Mondiale DAT |
| ------------------------------ | ------------------------------ | ------------------------------ |
| Num                            | Coureur                        | Pos                            |
| 1                              | Paul Seixas (FRA)              | 48e                            |
| 2                              | Louis Chaleil (FRA)            | 61e                            |
| 3                              | Matthew Greenwood (AUS)        | 74e                            |
| 5                              | Jordan Labrosse (FRA)          | 31e                            |
| 6                              | Gianluca Pollefliet (BEL)      | 46e                            |

| Cofidis COF | Cofidis COF             | Cofidis COF |
| ----------- | ----------------------- | ----------- |
| Num         | Coureur                 | Pos         |
| 11          | Bryan Coquard (FRA)     | 18e         |
| 12          | Valentin Ferron (FRA)   | 26e         |
| 13          | Oliver Knight (GBR)     | 29e         |
| 14          | Sam Maisonobe (FRA)     | AB          |
| 15          | Anthony Perez (FRA)     | AB          |
| 16          | Benjamin Thomas (FRA)   | 2e          |
| 17          | Clément Izquierdo (FRA) | AB          |

| Groupama-FDJ GFC | Groupama-FDJ GFC     | Groupama-FDJ GFC |
| ---------------- | -------------------- | ---------------- |
| Num              | Coureur              | Pos              |
| 21               | Paul Penhoët (FRA)   | 12e              |
| 22               | Cyril Barthe (FRA)   | 8e               |
| 23               | Clément Davy (FRA)   | AB               |
| 24               | Olivier Le Gac (FRA) | 30e              |
| 25               | Matthew Walls (GBR)  | 77e              |
| 26               | Lewis Bower (NZL)    | 35e              |
| 27               | Reef Roberts (NZL)   | 70e              |

| Arkéa-B&B Hotels ARK | Arkéa-B&B Hotels ARK    | Arkéa-B&B Hotels ARK |
| -------------------- | ----------------------- | -------------------- |
| Num                  | Coureur                 | Pos                  |
| 31                   | Clément Venturini (FRA) | 19e                  |
| 32                   | Jenthe Biermans (BEL)   | AB                   |
| 33                   | Baptiste Gillet (FRA)   | 45e                  |
| 34                   | Swann Gloux (FRA)       | AB                   |
| 35                   | Paul Thierry (FRA)      | 72e                  |
| 36                   | Edoardo Zamperini (ITA) | AB                   |

| Intermarché-Wanty IWA | Intermarché-Wanty IWA    | Intermarché-Wanty IWA |
| --------------------- | ------------------------ | --------------------- |
| Num                   | Coureur                  | Pos                   |
| 41                    | Huub Artz (NED)          | 32e                   |
| 42                    | Vito Braet (BEL)         | AB                    |
| 43                    | Arne Marit (BEL)         | AB                    |
| 44                    | Felix Ørn-Kristoff (NOR) | 20e                   |
| 45                    | Hugo Page (FRA)          | 53e                   |
| 46                    | Adrien Petit (FRA)       | 68e                   |
| 47                    | Tobias Müller (GER)      | 40e                   |

| Team TotalEnergies TEN | Team TotalEnergies TEN  | Team TotalEnergies TEN |
| ---------------------- | ----------------------- | ---------------------- |
| Num                    | Coureur                 | Pos                    |
| 51                     | Jason Tesson (FRA)      | 92e                    |
| 52                     | Lucas Boniface (FRA)    | AB                     |
| 53                     | Rayan Boulahoite (FRA)  | 56e                    |
| 54                     | Émilien Jeannière (FRA) | 28e                    |
| 55                     | Lorrenzo Manzin (FRA)   | 47e                    |
| 56                     | Nicola Marcerou (FRA)   | 57e                    |
| 57                     | Thomas Gachignard (FRA) | 34e                    |

| Burgos-Burpellet-BH BBH | Burgos-Burpellet-BH BBH        | Burgos-Burpellet-BH BBH |
| ----------------------- | ------------------------------ | ----------------------- |
| Num                     | Coureur                        | Pos                     |
| 61                      | Ángel Fuentes (ESP)            | 43e                     |
| 62                      | Daniel Cavia (ESP)             | AB                      |
| 63                      | Clément Alleno (FRA)           | 79e                     |
| 64                      | Jambaljamts Sainbayar (MGL)    | AB                      |
| 65                      | George Jackson (NZL)           | AB                      |
| 66                      | Vojtěch Kmínek (CZE)           | 69e                     |
| 67                      | David Delgado Higueruelo (ESP) | AB                      |

| Equipo Kern Pharma EKP | Equipo Kern Pharma EKP            | Equipo Kern Pharma EKP |
| ---------------------- | --------------------------------- | ---------------------- |
| Num                    | Coureur                           | Pos                    |
| 71                     | Francisco Galván (ESP)            | AB                     |
| 72                     | Antonio Jesús Soto (ESP)          | 14e                    |
| 73                     | Haimar Etxeberria (ESP)           | 15e                    |
| 74                     | Miguel Ángel Fernández Ruiz (ESP) | AB                     |
| 75                     | Hugo Aznar (ESP)                  | AB                     |
| 76                     | Unai Aznar (ESP)                  | AB                     |
| 77                     | Mikel Retegi (ESP)                | 66e                    |

| Euskaltel-Euskadi EUS | Euskaltel-Euskadi EUS          | Euskaltel-Euskadi EUS |
| --------------------- | ------------------------------ | --------------------- |
| Num                   | Coureur                        | Pos                   |
| 81                    | Andoni López de Abetxuko (ESP) | 21e                   |
| 82                    | Iker Bonillo (ESP)             | 37e                   |
| 83                    | Gotzon Martín (ESP)            | 23e                   |
| 84                    | Xabier Berasategi (ESP)        | 10e                   |
| 85                    | Iker Mintegi (ESP)             | 93e                   |
| 86                    | Txomin Juaristi (ESP)          | AB                    |
| 87                    | Unai Zubeldia (ESP)            | 59e                   |

| Caja Rural-Seguros RGA CJR | Caja Rural-Seguros RGA CJR | Caja Rural-Seguros RGA CJR |
| -------------------------- | -------------------------- | -------------------------- |
| Num                        | Coureur                    | Pos                        |
| 91                         | Eduard Prades (ESP)        | AB                         |
| 92                         | Sergi Darder (ESP)         | 22e                        |
| 93                         | Álex Díaz (ESP)            | 67e                        |
| 94                         | Javier Ibáñez (ESP)        | 49e                        |
| 95                         | Fernando Barceló (ESP)     | 24e                        |
| 96                         | Iúri Leitão (POR)          | AB                         |
| 97                         | Francisco Peñuela (VEN)    | AB                         |

| Team Novo Nordisk TNN | Team Novo Nordisk TNN   | Team Novo Nordisk TNN |
| --------------------- | ----------------------- | --------------------- |
| Num                   | Coureur                 | Pos                   |
| 101                   | Andrea Peron (ITA)      | AB                    |
| 102                   | Sam Brand (GBR)         | 86e                   |
| 103                   | Matyáš Kopecký (CZE)    | 13e                   |
| 104                   | Anton Muller (FRA)      | AB                    |
| 105                   | Declan Irvine (AUS)     | 89e                   |
| 106                   | Quinten De Graeve (BEL) | 88e                   |
| 107                   | Filippo Ridolfo (ITA)   | 39e                   |

| Unibet Tietema Rockets RKT | Unibet Tietema Rockets RKT | Unibet Tietema Rockets RKT |
| -------------------------- | -------------------------- | -------------------------- |
| Num                        | Coureur                    | Pos                        |
| 111                        | Lukáš Kubiš (SVK) (route)  | 1er                        |
| 112                        | Andreas Stokbro (DEN)      | 4e                         |
| 113                        | Jelle Johannink (NED)      | 50e                        |
| 114                        | Joren Bloem (NED)          | AB                         |
| 115                        | Martijn Budding (NED)      | AB                         |
| 116                        | Sebastian Nielsen (DEN)    | 90e                        |
| 117                        | Abram Stockman (BEL)       | 38e                        |

| Wagner Bazin WB WB2 | Wagner Bazin WB WB2       | Wagner Bazin WB WB2 |
| ------------------- | ------------------------- | ------------------- |
| Num                 | Coureur                   | Pos                 |
| 121                 | Pierre Barbier (FRA)      | 44e                 |
| 122                 | Axandre Van Petegem (BEL) | 84e                 |
| 123                 | Quentin Bezza (FRA)       | AB                  |
| 124                 | Jocelyn Baguelin (FRA)    | 71e                 |
| 125                 | Tom Portsmouth (GBR)      | 60e                 |
| 126                 | Jens Reynders (BEL)       | 55e                 |
| 127                 | Loïc Vliegen (BEL)        | AB                  |

| VF Group-Bardiani CSF-Faizanè VBF | VF Group-Bardiani CSF-Faizanè VBF | VF Group-Bardiani CSF-Faizanè VBF |
| --------------------------------- | --------------------------------- | --------------------------------- |
| Num                               | Coureur                           | Pos                               |
| 131                               | Federico Biagini (ITA)            | AB                                |
| 132                               | Filippo Magli (ITA)               | 5e                                |
| 133                               | Edward Cruz (COL)                 | AB                                |
| 134                               | Lorenzo Conforti (ITA)            | 27e                               |
| 135                               | Mattia Pinazzi (ITA)              | AB                                |
| 137                               | Enrico Zanoncello (ITA)           | 82e                               |

| Team Polti VisitMalta PTV | Team Polti VisitMalta PTV | Team Polti VisitMalta PTV |
| ------------------------- | ------------------------- | ------------------------- |
| Num                       | Coureur                   | Pos                       |
| 141                       | Giovanni Lonardi (ITA)    | 6e                        |
| 142                       | Davide Bais (ITA)         | 25e                       |
| 143                       | Aidan Buttigieg           | AB                        |
| 144                       | Mirco Maestri (ITA)       | 33e                       |
| 145                       | Manuel Peñalver (ESP)     | 42e                       |
| 146                       | Andrea Pietrobon (ITA)    | 54e                       |
| 147                       | Samuele Zoccarato (ITA)   | 41e                       |

| St. Michel-Preference Home-Auber 93 AUB | St. Michel-Preference Home-Auber 93 AUB | St. Michel-Preference Home-Auber 93 AUB |
| --------------------------------------- | --------------------------------------- | --------------------------------------- |
| Num                                     | Coureur                                 | Pos                                     |
| 151                                     | Alan Riou (FRA)                         | AB                                      |
| 152                                     | Morne van Niekerk (RSA)                 | AB                                      |
| 153                                     | Romain Cardis (FRA)                     | 9e                                      |
| 154                                     | Lucas Beneteau (FRA)                    | 91e                                     |
| 155                                     | Yohann Simon (FRA)                      | 36e                                     |
| 156                                     | Dillon Corkery (IRL)                    | 17e                                     |
| 157                                     | Jérémy Lecroq (FRA)                     | AB                                      |

| Van Rysel-Roubaix VRR | Van Rysel-Roubaix VRR     | Van Rysel-Roubaix VRR |
| --------------------- | ------------------------- | --------------------- |
| Num                   | Coureur                   | Pos                   |
| 161                   | Emmanuel Morin (FRA)      | 16e                   |
| 162                   | Baptiste Planckaert (BEL) | AB                    |
| 163                   | Rait Ärm (EST)            | AB                    |
| 164                   | Rémi Capron (FRA)         | 85e                   |
| 165                   | Célestin Guillon (FRA)    | 83e                   |
| 166                   | Valentin Tabellion (FRA)  | AB                    |
| 167                   | Kévin Avoine (FRA)        | 81e                   |

| CIC U Nantes UCN | CIC U Nantes UCN        | CIC U Nantes UCN |
| ---------------- | ----------------------- | ---------------- |
| Num              | Coureur                 | Pos              |
| 171              | Maël Guégan (FRA)       | 7e               |
| 172              | Ronan Augé (FRA)        | 52e              |
| 173              | Joris Chaussinand (FRA) | 58e              |
| 174              | Corentin Devroute (FRA) | AB               |
| 175              | Justin Ducret (FRA)     | AB               |
| 176              | Similien Hamon (FRA)    | 73e              |
| 177              | Yaël Joalland (FRA)     | 11e              |

| Nice Métropole Côte d'Azur NMC | Nice Métropole Côte d'Azur NMC | Nice Métropole Côte d'Azur NMC |
| ------------------------------ | ------------------------------ | ------------------------------ |
| Num                            | Coureur                        | Pos                            |
| 181                            | Damien Girard (FRA)            | AB                             |
| 182                            | Andrei Carbunarea (ROU)        | 63e                            |
| 183                            | Noah Knecht (FRA)              | AB                             |
| 184                            | Alexander Konijn (NED)         | 62e                            |
| 185                            | Axel Narbonne-Zuccarelli (FRA) | AB                             |
| 186                            | Andrea Mifsud                  | 64e                            |
| 187                            | Dylan Massa (FRA)              | AB                             |

| BHS-PL Beton Bornholm BPC | BHS-PL Beton Bornholm BPC     | BHS-PL Beton Bornholm BPC |
| ------------------------- | ----------------------------- | ------------------------- |
| Num                       | Coureur                       | Pos                       |
| 191                       | Marcus Sander Hansen (DEN)    | 51e                       |
| 192                       | Niklas Larsen (DEN)           | 3e                        |
| 193                       | Daniel Stampe (DEN)           | AB                        |
| 194                       | Emil Schandorff Iwersen (DEN) | 65e                       |
| 195                       | Victor Grue Enggaard (DEN)    | 87e                       |
| 196                       | Boas Lysgaard (DEN)           | 75e                       |
| 197                       | Martin Szokody                | AB                        |

| Bike Aid BAI | Bike Aid BAI              | Bike Aid BAI |
| ------------ | ------------------------- | ------------ |
| Num          | Coureur                   | Pos          |
| 201          | Simon Bak (DEN)           | 76e          |
| 202          | Antoine Berlin (MON)      | 80e          |
| 203          | Léo Bouvier (FRA)         | AB           |
| 204          | Lasse Reuß (GER)          | AB           |
| 205          | Anton Schiffer (GER)      | 78e          |
| 206          | Lennard Sternsdorff (GER) | AB           |

| Decathlon-AG2R La Mondiale DAT | Decathlon-AG2R La Mondiale DAT | Decathlon-AG2R La Mondiale DAT |
| ------------------------------ | ------------------------------ | ------------------------------ |
| Num                            | Coureur                        | Pos                            |
| 1                              | Paul Seixas (FRA)              | 48e                            |
| 2                              | Louis Chaleil (FRA)            | 61e                            |
| 3                              | Matthew Greenwood (AUS)        | 74e                            |
| 5                              | Jordan Labrosse (FRA)          | 31e                            |
| 6                              | Gianluca Pollefliet (BEL)      | 46e                            |

| Cofidis COF | Cofidis COF             | Cofidis COF |
| ----------- | ----------------------- | ----------- |
| Num         | Coureur                 | Pos         |
| 11          | Bryan Coquard (FRA)     | 18e         |
| 12          | Valentin Ferron (FRA)   | 26e         |
| 13          | Oliver Knight (GBR)     | 29e         |
| 14          | Sam Maisonobe (FRA)     | AB          |
| 15          | Anthony Perez (FRA)     | AB          |
| 16          | Benjamin Thomas (FRA)   | 2e          |
| 17          | Clément Izquierdo (FRA) | AB          |

| Groupama-FDJ GFC | Groupama-FDJ GFC     | Groupama-FDJ GFC |
| ---------------- | -------------------- | ---------------- |
| Num              | Coureur              | Pos              |
| 21               | Paul Penhoët (FRA)   | 12e              |
| 22               | Cyril Barthe (FRA)   | 8e               |
| 23               | Clément Davy (FRA)   | AB               |
| 24               | Olivier Le Gac (FRA) | 30e              |
| 25               | Matthew Walls (GBR)  | 77e              |
| 26               | Lewis Bower (NZL)    | 35e              |
| 27               | Reef Roberts (NZL)   | 70e              |

| Arkéa-B&B Hotels ARK | Arkéa-B&B Hotels ARK    | Arkéa-B&B Hotels ARK |
| -------------------- | ----------------------- | -------------------- |
| Num                  | Coureur                 | Pos                  |
| 31                   | Clément Venturini (FRA) | 19e                  |
| 32                   | Jenthe Biermans (BEL)   | AB                   |
| 33                   | Baptiste Gillet (FRA)   | 45e                  |
| 34                   | Swann Gloux (FRA)       | AB                   |
| 35                   | Paul Thierry (FRA)      | 72e                  |
| 36                   | Edoardo Zamperini (ITA) | AB                   |

| Intermarché-Wanty IWA | Intermarché-Wanty IWA    | Intermarché-Wanty IWA |
| --------------------- | ------------------------ | --------------------- |
| Num                   | Coureur                  | Pos                   |
| 41                    | Huub Artz (NED)          | 32e                   |
| 42                    | Vito Braet (BEL)         | AB                    |
| 43                    | Arne Marit (BEL)         | AB                    |
| 44                    | Felix Ørn-Kristoff (NOR) | 20e                   |
| 45                    | Hugo Page (FRA)          | 53e                   |
| 46                    | Adrien Petit (FRA)       | 68e                   |
| 47                    | Tobias Müller (GER)      | 40e                   |

| Team TotalEnergies TEN | Team TotalEnergies TEN  | Team TotalEnergies TEN |
| ---------------------- | ----------------------- | ---------------------- |
| Num                    | Coureur                 | Pos                    |
| 51                     | Jason Tesson (FRA)      | 92e                    |
| 52                     | Lucas Boniface (FRA)    | AB                     |
| 53                     | Rayan Boulahoite (FRA)  | 56e                    |
| 54                     | Émilien Jeannière (FRA) | 28e                    |
| 55                     | Lorrenzo Manzin (FRA)   | 47e                    |
| 56                     | Nicola Marcerou (FRA)   | 57e                    |
| 57                     | Thomas Gachignard (FRA) | 34e                    |

| Burgos-Burpellet-BH BBH | Burgos-Burpellet-BH BBH        | Burgos-Burpellet-BH BBH |
| ----------------------- | ------------------------------ | ----------------------- |
| Num                     | Coureur                        | Pos                     |
| 61                      | Ángel Fuentes (ESP)            | 43e                     |
| 62                      | Daniel Cavia (ESP)             | AB                      |
| 63                      | Clément Alleno (FRA)           | 79e                     |
| 64                      | Jambaljamts Sainbayar (MGL)    | AB                      |
| 65                      | George Jackson (NZL)           | AB                      |
| 66                      | Vojtěch Kmínek (CZE)           | 69e                     |
| 67                      | David Delgado Higueruelo (ESP) | AB                      |

| Equipo Kern Pharma EKP | Equipo Kern Pharma EKP            | Equipo Kern Pharma EKP |
| ---------------------- | --------------------------------- | ---------------------- |
| Num                    | Coureur                           | Pos                    |
| 71                     | Francisco Galván (ESP)            | AB                     |
| 72                     | Antonio Jesús Soto (ESP)          | 14e                    |
| 73                     | Haimar Etxeberria (ESP)           | 15e                    |
| 74                     | Miguel Ángel Fernández Ruiz (ESP) | AB                     |
| 75                     | Hugo Aznar (ESP)                  | AB                     |
| 76                     | Unai Aznar (ESP)                  | AB                     |
| 77                     | Mikel Retegi (ESP)                | 66e                    |

| Euskaltel-Euskadi EUS | Euskaltel-Euskadi EUS          | Euskaltel-Euskadi EUS |
| --------------------- | ------------------------------ | --------------------- |
| Num                   | Coureur                        | Pos                   |
| 81                    | Andoni López de Abetxuko (ESP) | 21e                   |
| 82                    | Iker Bonillo (ESP)             | 37e                   |
| 83                    | Gotzon Martín (ESP)            | 23e                   |
| 84                    | Xabier Berasategi (ESP)        | 10e                   |
| 85                    | Iker Mintegi (ESP)             | 93e                   |
| 86                    | Txomin Juaristi (ESP)          | AB                    |
| 87                    | Unai Zubeldia (ESP)            | 59e                   |

| Caja Rural-Seguros RGA CJR | Caja Rural-Seguros RGA CJR | Caja Rural-Seguros RGA CJR |
| -------------------------- | -------------------------- | -------------------------- |
| Num                        | Coureur                    | Pos                        |
| 91                         | Eduard Prades (ESP)        | AB                         |
| 92                         | Sergi Darder (ESP)         | 22e                        |
| 93                         | Álex Díaz (ESP)            | 67e                        |
| 94                         | Javier Ibáñez (ESP)        | 49e                        |
| 95                         | Fernando Barceló (ESP)     | 24e                        |
| 96                         | Iúri Leitão (POR)          | AB                         |
| 97                         | Francisco Peñuela (VEN)    | AB                         |

| Team Novo Nordisk TNN | Team Novo Nordisk TNN   | Team Novo Nordisk TNN |
| --------------------- | ----------------------- | --------------------- |
| Num                   | Coureur                 | Pos                   |
| 101                   | Andrea Peron (ITA)      | AB                    |
| 102                   | Sam Brand (GBR)         | 86e                   |
| 103                   | Matyáš Kopecký (CZE)    | 13e                   |
| 104                   | Anton Muller (FRA)      | AB                    |
| 105                   | Declan Irvine (AUS)     | 89e                   |
| 106                   | Quinten De Graeve (BEL) | 88e                   |
| 107                   | Filippo Ridolfo (ITA)   | 39e                   |

| Unibet Tietema Rockets RKT | Unibet Tietema Rockets RKT | Unibet Tietema Rockets RKT |
| -------------------------- | -------------------------- | -------------------------- |
| Num                        | Coureur                    | Pos                        |
| 111                        | Lukáš Kubiš (SVK) (route)  | 1er                        |
| 112                        | Andreas Stokbro (DEN)      | 4e                         |
| 113                        | Jelle Johannink (NED)      | 50e                        |
| 114                        | Joren Bloem (NED)          | AB                         |
| 115                        | Martijn Budding (NED)      | AB                         |
| 116                        | Sebastian Nielsen (DEN)    | 90e                        |
| 117                        | Abram Stockman (BEL)       | 38e                        |

| Wagner Bazin WB WB2 | Wagner Bazin WB WB2       | Wagner Bazin WB WB2 |
| ------------------- | ------------------------- | ------------------- |
| Num                 | Coureur                   | Pos                 |
| 121                 | Pierre Barbier (FRA)      | 44e                 |
| 122                 | Axandre Van Petegem (BEL) | 84e                 |
| 123                 | Quentin Bezza (FRA)       | AB                  |
| 124                 | Jocelyn Baguelin (FRA)    | 71e                 |
| 125                 | Tom Portsmouth (GBR)      | 60e                 |
| 126                 | Jens Reynders (BEL)       | 55e                 |
| 127                 | Loïc Vliegen (BEL)        | AB                  |

| VF Group-Bardiani CSF-Faizanè VBF | VF Group-Bardiani CSF-Faizanè VBF | VF Group-Bardiani CSF-Faizanè VBF |
| --------------------------------- | --------------------------------- | --------------------------------- |
| Num                               | Coureur                           | Pos                               |
| 131                               | Federico Biagini (ITA)            | AB                                |
| 132                               | Filippo Magli (ITA)               | 5e                                |
| 133                               | Edward Cruz (COL)                 | AB                                |
| 134                               | Lorenzo Conforti (ITA)            | 27e                               |
| 135                               | Mattia Pinazzi (ITA)              | AB                                |
| 137                               | Enrico Zanoncello (ITA)           | 82e                               |

| Team Polti VisitMalta PTV | Team Polti VisitMalta PTV | Team Polti VisitMalta PTV |
| ------------------------- | ------------------------- | ------------------------- |
| Num                       | Coureur                   | Pos                       |
| 141                       | Giovanni Lonardi (ITA)    | 6e                        |
| 142                       | Davide Bais (ITA)         | 25e                       |
| 143                       | Aidan Buttigieg           | AB                        |
| 144                       | Mirco Maestri (ITA)       | 33e                       |
| 145                       | Manuel Peñalver (ESP)     | 42e                       |
| 146                       | Andrea Pietrobon (ITA)    | 54e                       |
| 147                       | Samuele Zoccarato (ITA)   | 41e                       |

| St. Michel-Preference Home-Auber 93 AUB | St. Michel-Preference Home-Auber 93 AUB | St. Michel-Preference Home-Auber 93 AUB |
| --------------------------------------- | --------------------------------------- | --------------------------------------- |
| Num                                     | Coureur                                 | Pos                                     |
| 151                                     | Alan Riou (FRA)                         | AB                                      |
| 152                                     | Morne van Niekerk (RSA)                 | AB                                      |
| 153                                     | Romain Cardis (FRA)                     | 9e                                      |
| 154                                     | Lucas Beneteau (FRA)                    | 91e                                     |
| 155                                     | Yohann Simon (FRA)                      | 36e                                     |
| 156                                     | Dillon Corkery (IRL)                    | 17e                                     |
| 157                                     | Jérémy Lecroq (FRA)                     | AB                                      |

| Van Rysel-Roubaix VRR | Van Rysel-Roubaix VRR     | Van Rysel-Roubaix VRR |
| --------------------- | ------------------------- | --------------------- |
| Num                   | Coureur                   | Pos                   |
| 161                   | Emmanuel Morin (FRA)      | 16e                   |
| 162                   | Baptiste Planckaert (BEL) | AB                    |
| 163                   | Rait Ärm (EST)            | AB                    |
| 164                   | Rémi Capron (FRA)         | 85e                   |
| 165                   | Célestin Guillon (FRA)    | 83e                   |
| 166                   | Valentin Tabellion (FRA)  | AB                    |
| 167                   | Kévin Avoine (FRA)        | 81e                   |

| CIC U Nantes UCN | CIC U Nantes UCN        | CIC U Nantes UCN |
| ---------------- | ----------------------- | ---------------- |
| Num              | Coureur                 | Pos              |
| 171              | Maël Guégan (FRA)       | 7e               |
| 172              | Ronan Augé (FRA)        | 52e              |
| 173              | Joris Chaussinand (FRA) | 58e              |
| 174              | Corentin Devroute (FRA) | AB               |
| 175              | Justin Ducret (FRA)     | AB               |
| 176              | Similien Hamon (FRA)    | 73e              |
| 177              | Yaël Joalland (FRA)     | 11e              |

| Nice Métropole Côte d'Azur NMC | Nice Métropole Côte d'Azur NMC | Nice Métropole Côte d'Azur NMC |
| ------------------------------ | ------------------------------ | ------------------------------ |
| Num                            | Coureur                        | Pos                            |
| 181                            | Damien Girard (FRA)            | AB                             |
| 182                            | Andrei Carbunarea (ROU)        | 63e                            |
| 183                            | Noah Knecht (FRA)              | AB                             |
| 184                            | Alexander Konijn (NED)         | 62e                            |
| 185                            | Axel Narbonne-Zuccarelli (FRA) | AB                             |
| 186                            | Andrea Mifsud                  | 64e                            |
| 187                            | Dylan Massa (FRA)              | AB                             |

| BHS-PL Beton Bornholm BPC | BHS-PL Beton Bornholm BPC     | BHS-PL Beton Bornholm BPC |
| ------------------------- | ----------------------------- | ------------------------- |
| Num                       | Coureur                       | Pos                       |
| 191                       | Marcus Sander Hansen (DEN)    | 51e                       |
| 192                       | Niklas Larsen (DEN)           | 3e                        |
| 193                       | Daniel Stampe (DEN)           | AB                        |
| 194                       | Emil Schandorff Iwersen (DEN) | 65e                       |
| 195                       | Victor Grue Enggaard (DEN)    | 87e                       |
| 196                       | Boas Lysgaard (DEN)           | 75e                       |
| 197                       | Martin Szokody                | AB                        |

| Bike Aid BAI | Bike Aid BAI              | Bike Aid BAI |
| ------------ | ------------------------- | ------------ |
| Num          | Coureur                   | Pos          |
| 201          | Simon Bak (DEN)           | 76e          |
| 202          | Antoine Berlin (MON)      | 80e          |
| 203          | Léo Bouvier (FRA)         | AB           |
| 204          | Lasse Reuß (GER)          | AB           |
| 205          | Anton Schiffer (GER)      | 78e          |
| 206          | Lennard Sternsdorff (GER) | AB           |